# 陳美發
陳美發（1594年—1632年），字木生，浙江绍兴府上虞县军籍。

## 生平
美發幼奇颖，善属文。天啓七年（1627年）丁卯科浙江乡试舉人，崇祯元年（1628年）联捷戊辰科進士，授翰林院庶吉士，四年辛未升检讨，分校禮闈，稱得士。晉東宫日講官，丁外艱，特恩赐祭。服闋，赴都，轉春坊左赞善。時會推閣臣，廷議以非祖制事寝，奉敕封藩，歸里卒，年三十九。美發与族父達生、族弟元暎時稱陳氏三鳳。

## 家族
祖陳見宇，諸生。父陈约，字施其，登天启甲子賢書，任崇明令。
子陳皓瑜，字子玫，號荆菴，幼承家学，好读书，工诗、古文词。